# Serial Shipping Container Code
Il Serial Shipping Container Code (SSCC) è un numero di diciotto cifre utilizzato per identificare in modo univoco le unità logistiche. Il SSCC è codificato con un codice a barre, in genere GS1-128, e utilizzato in operazioni di commercio elettronico.
Il SSCC è sempre preceduto dall'identificatore (00), comprende poi una cifra di estensione, un prefisso aziendale GS1, un riferimento di serie sequenziale ed infine una cifra di controllo.